# Eliseu Neto
Eliseu de Oliveira Neto (São Paulo, 21 de dezembro de 1978 – Rio de Janeiro, 21 de maio de 2024) foi um psicanalista, psicólogo, ativista e psicopedagogo brasileiro, especialista em Orientação Profissional e defensor dos direitos das pessoas LGBT. Foi assessor legislativo da liderança do Cidadania no Senado Federal do Brasil. Liderou a Ação Direta de Inconstitucionalidade por Omissão (ADO) de seu partido no Supremo Tribunal Federal que resultou na criminalização da homofobia no Brasil, considerando-a crime de racismo (ADO 26).

## Histórico

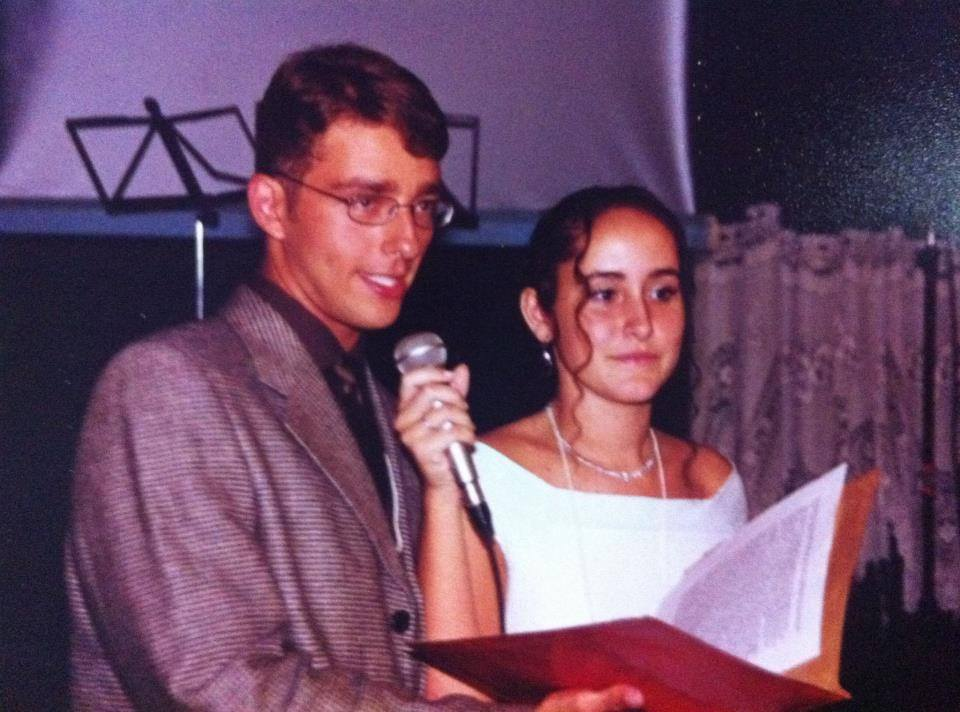
Eliseu com 15 anos coordenando um evento do REMAR

Eliseu mudou-se para Florianópolis aos 12 anos, onde morou até os 20. Estudou no Colégio Coração de Jesus, onde foi presidente do Grêmio Estudantil, do Clube de Ciências e do Centro de Estudos Vegetais, que estudava a flora como um todo e em especial a nativa da região, sendo responsável também por ações como reflorestamento ambiental.
Foi do movimento Renovação Marista e um dos fundadores da Juventude da Divina Providência, ambas entidades católicas.
Fez parte do Movimento Bandeirante dos 14 aos 20 anos de idade e durante esse tempo, aos 15 anos, assumiu o cargo de  Coordenador Regional de Bandeirante1(B1), até se desligar do movimento em 2000.
Começou a estudar psicologia na Universidade Federal de Santa Catarina (UFSC), onde fez parte do Laboratório de Informação em Orientação Profissional. Foi co-criador na UFSC, com a amiga e estudante de psicologia Fernanda Pereira, do projeto "Gente que entende você",  que durou dois anos e organizava grupos de pré-adolescentes em Florianópolis para discutir as questões dessa fase da vida.
Por seu trabalho social com jovens foi convidado a apresentar, junto com Fernanda, um programa no canal RBS chamado “Espaço Teen”, que durou cerca de um ano e meio.
Ainda devido ao seu constante trabalho com jovens, foi chamado pela prefeitura de Florianópolis para ser "Assessor Especial do Estudante", cargo que ocupou por um ano, tendo como responsabilidade, por exemplo, organizar as Feiras de Ciências e Gincanas Municipais.
Mudou-se para o Rio de Janeiro em 2000 para estudar psicanálise na Universidade Federal do Rio de Janeiro (UFRJ).

## Educação
Foi educacional e profissional, psicanalista, psicólogo, especialista em Psicologia Clínica pela Pontifícia Universidade Católica do Rio de Janeiro e em psicopedagogia pela Universidade Cândido Mendes do Rio de Janeiro,.
Foi professor de pós-graduação da Universidade Cândido Mendes do Rio de Janeiro, nos cursos de terapia de família, pedagogia empresarial, gestão empresarial, docência do ensino superior e psicopedagogia. Também chegou a dar palestras de Orientação profissional, além do Rio, em São Paulo, Minas Gerais, Piauí, Tocantins, Bahia, Amapá, Santa Catarina, e Rio Grande do Sul.
Organizava a Jornada Fluminense de Orientação Profissional e Gestão de Carreira, na cidade do Rio de Janeiro, com ampla cobertura da imprensa, além de desenvolver trabalhos com a Marinha do Brasil, abordando a preparação para a Reserva e a aposentadoria.
Palestrante na Federação das Indústrias do Estado do Rio de Janeiro (FIRJAN), no Instituto de Recursos Humanos do Leste Fluminense (RH-LF) e na Associação Brasileira de Recursos Humanos do Estado do Rio de Janeiro (ABRH-RJ), sobre diversos temas, como "Geração Y".

Membro da Associação Brasileira de Orientadores Profissionais (ABOP) e membro participante de Formações Clínicas do Campo Lacaniano. Foi assessor legislativo da liderança do Cidadania no Senado Federal.

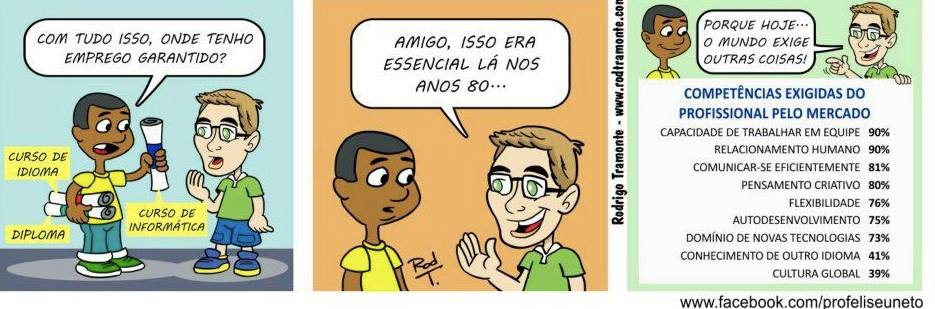
Exemplo de uma das tirinhas criadas por Eliseu e sua equipe para tornar o tema da OP mais próximo dos jovens. Os desenhos foram todos feitos por um rapaz de 34 anos com Síndrome de Asperger.

## Participações na Mídia
Participou de diversos programas de TV, como:
- "Gente que entende você" - Jornal do Almoço, SC, 1998
- Educação e Cidadania, 1999
- Programa "Pais, Filhos & Cia", 2002
- Profissiogame, RBS Notícias, 2003
- "Gente que entende você" - Bom Dia, Santa Catarina, 2003
- Programa de Orientação Profissional Intensivo, Estúdio Santa Catarina, 2003
- Programa de Orientação Profissional Intensivo, Rádio CBN, 2003
- Projeto de Vida - Programa Rio Beleza, Rádio Haroldo de Andrade, 2006
- Profissiogame, Notícias do Rio, TVE, 2006
- Profissiogame, Edição Nacional, TVE, 2006
- Profissiogame, Jornal Nacional da Band, Band 2006
- Profissiogame, Jornal do Rio, Band, 2006
- Programa Rio, a Cidade, Empresa Municipal de MultiMeios (MultiRio), Mudanças na Carreira, 2007
- Programa Rio, a Cidade, MultiRio, Orientação Vocacional, 2007
- Rio, Cidade de Leitores, MultiRio, Literatura de Formação, 2008
- Rio, Cidade de Leitores, MultiRio, O Adolescente na Literatura, 2009
- Rio, Capital do Conhecimento, MultiRio, Trabalho e Qualificação, 2009
- Diálogos na Universidade, UTV- Canal 11 (Canal Universitário da NET-Rio), "O Jovem em Busca da Profissâo" 2010
- Rio, Cidade de Leitores, MultiRio, Livros sobre Escolha Profissional, 2010
- Consultor da série “Escolher dá Trabalho”[18][19]
  - Programa da Secretaria de Educação do município do Rio de Janeiro com a MultiRio, sobre profissões, construção de uma plataforma de internet do mesmo tema e kit didático-pedagógico para as escolas do município do Rio de Janeiro. 2011/ 2012
  - (Eliseu aparece num dos episódios, que trata de Orientação Profissional como carreira)[20]
- Quebra-Cabeça (GNT)Testes e Provas[21] 2012
- Conexâo Futura, "Professores e Deficiência", Canal Futura, 2013
- Programa "Em Família", Canal Saúde[22] 2013

## Publicações

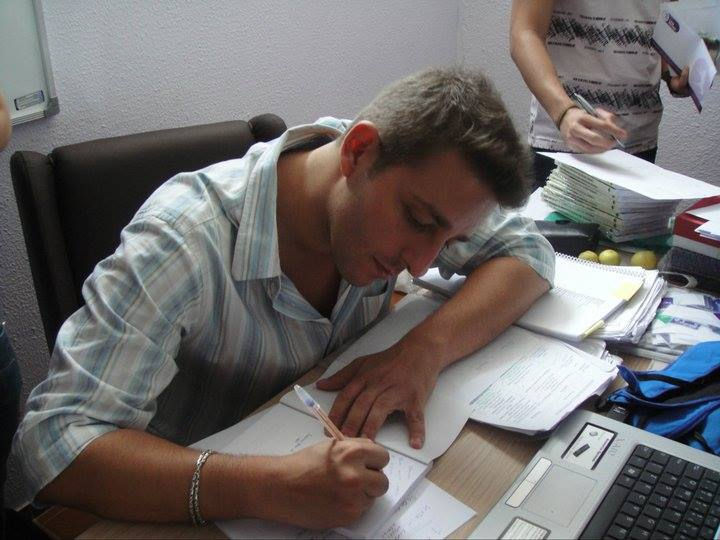
Eliseu autografando uma de suas publicações, o livro POPI, no estado do Piauí

- Gênero - Poder, estereótipos, modelos, identidade[23]

In: Os Jovens na Mídia: O Desafio da AIDS.
1 ed. Brasilia: Brasil. Ministério da Saúde. Coordenação Nacional de DST e AIDS, 2000.
- Profissiogame

Editora - Vetor 2003
- Profissiogame - Manual do jogo e guia de profissões

São Paulo: Editora Vetor, 2003
- POPI- Programa de orientação profissional intensivo[24][25]

São Paulo: Editora Vetor, 2005
- Orientação Profissional: Uma experiência com jovens adolescentes institucionalizados[26]

Capítulo do livro “Intervenção e Compromisso Social. Volume 2”
São Paulo> Editora Vetor, 2005.
- Profissiogame. Como e por que jogar

São Paulo: Editora Vetor, 2006
- Relações Ocupacionais do Rio de Janeiro

Edição Grupo Orientando, 2009
- Baralho de Profissões e Competências

Grupo Orientando, 2010
- Caminhos Profissionais

Rio de Janeiro - Grupo Orientando 2011
Eliseu tem uma obra a ser editada, “A Escolha do Castor”, uma obra infantil que fala de um castor que não quer seguir o que todos esperam dele profissionalmente (construir represas) e vai se consultar com outros animais da floresta para ter ideia do que fazer, já que não quer passar a vida infeliz.

## Vida política
Devido à sua luta por Orientação Profissional, bem como por aulas de empreendedorismo, direito, noções de trabalho e projeto de vida nas escolas, Eliseu foi convidado pelo presidente da Comissão de Educação da Assembleia Legislativa do Estado do Rio de Janeiro, Comte Bittencourt, para entrar na vida pública como candidato a vereador pelo Cidadania, então PPS, nas eleições de 2012. Não foi eleito, apesar de ser o 4º mais votado do partido, dentre 77 candidatos. Foi também Dirigente Municipal e Estadual do Cidadania, e parte da Juventude Popular Socialista (JPS). Fundou ainda o núcleo Diversidade23, que luta contra qualquer tipo de preconceito. Também em 2012, foi responsável pela inclusão de uma mulher transsexual na cota partidária destinada à candidaturas femininas, pedindo, em 2018, que essas candidaturas fossem consideradas para fins de alocamento dos recursos do fundo partidário.
Por suas ideias para mudar a escola e por combater o bullying dentro e fora dela, além de outras políticas públicas, foi chamado em 2013 pela Coordenadoria Especial da Diversidade Sexual/CEDS-RIO, da Prefeitura do Rio de Janeiro, para ser membro atuante do Comitê Carioca da Cidadania LGBT.
Também em 2013 conseguiu, junto com Comte Bittencourt no Cidadania, duas emendas orçamentárias, no valor de R$ 1,5 milhão cada:  uma para a criação de um Centro de Referência de Combate ao Preconceito no Rio de Janeiro e a outra  para que seja efetivada a estrutura de Orientação Profissional nas escolas públicas do Estado. Para tais iniciativas serem realizadas na prática, uma vez que a verba já está assegurada pelas emendas, faltando apenas a assinatura do Governador Sérgio Cabral Filho. Ainda, denunciou o Governo da ex-Presidente Dilma Rousseff pelo descaso do governo com a pauta LGBT e o aparelhamento das conferências nacionais.
Durante as campanhas presidenciais de 2014 e 2018, Eliseu trabalhou como articulador da pauta LGBT para a presidenciável Marina Silva.
Em 2016, articulou e trabalhou na redação da Lei Estadual de Homofobia do Estado do Rio de Janeiro.  Posteriormente, em 2017, Eliseu articulou contra a aprovação e deliberação do projeto da suposta cura gay. Neste contexto, Eliseu ainda entrou no Supremo Tribunal Federal contra a proibição de gays de doarem sangue, ação que foi recentemente acatada pelo Tribunal. Ainda, no mesmo ano de 2016, Eliseu foi fundamental na articulação da pauta LGBT a frente do Governo do ex-presidente Michel Elias Temer, protestando, durante este período, contra o silêncio brasileiro após a violação dos direitos humanos de LGBTs nos Jogos Olímpicos de Inverno de Sochi, na Rússia.
Eliseu Neto é um ativista extremamente envolvido com a luta pelos direitos de minorias, como é o caso do grupo LGBT. Algumas de suas outras ações em defesa desse grupo incluem o contestamento junto ao Ministério Público do cancelamento do Queer Museum, a articulação junto ao Ministério da Educação para permitir a possibilidade do uso do nome social no ensino básico, a reativação do comitê técnico LGBT do Ministério da Cultura- sob a gestão do Ministro Roberto Freire - , a garantia da apresentação da peça Jesus Trans, no Rio de Janeiro, após tentativas de censura e a luta contra as mentiras propagadas por certos políticos, em especial a ideologia de gênero.
Em 2019, viu sua Ação Direta de Inconstitucionalidade por Omissão nº. 26, impetrada por meio do Cidadania no Supremo Tribunal Federal, ser julgada como procedente. Como resultado, a homofobia passou a ser considerada crime no Brasil, equiparada ao racismo.
Algumas de suas outras importantes conquistas foram na área educacional, em que Eliseu se sobressai, por ser um acadêmico de carreira e um ativista pela educação. O período que Eliseu serviu como consultor da UNESCO e do Ministério da Educação para a inclusão da diversidade na Base Nacional Comum Curricular (BNCC), bem como sua luta em parceria com o Senador Cristovam Buarque contra a aprovação do projeto "Escola Sem Partido", notavelmente, destacam Eliseu.
Além de suas articulações e movimentos em busca da melhora das condições da população LGBT, Eliseu mostrou-se um político qualificado em suas negociações e intervenções junto ao Ministério Público e o Poder Judiciário. Prova disso foi o impedimento das candidaturas dos membros do Movimento Brasil Livre pelo Partido Cidadania negociado por ele, seu pedido para que a Procuradoria Geral da República investigasse o patrimônio do Presidente Jair Bolsonaro e o entedimento com parlamentares da base governista e da oposição para a derrubada do veto presidencial que barrava a aposentadoria decorrente do contraimento de HIV/AIDS.

## Ações sociais

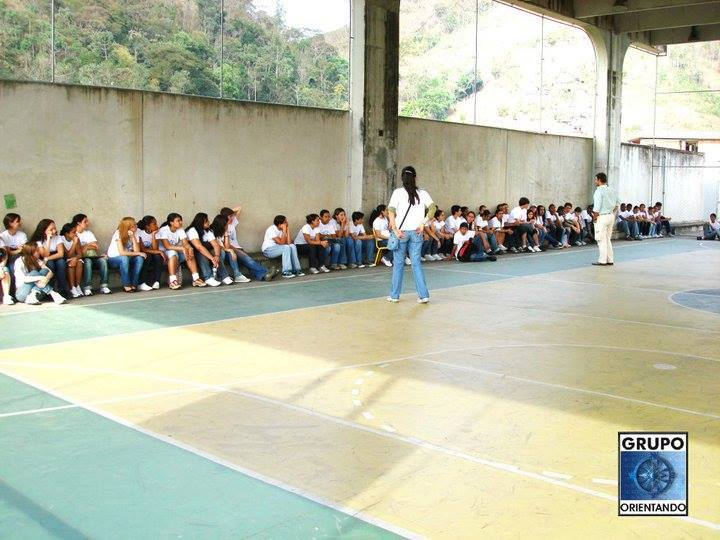
Eliseu coordenando seu programa de Orientação Profissional gratuito num CIEP em Bom Jardim, Rio de Janeiro, com 100 jovens.

Defende, junto com o colega Silvio Bock, de São Paulo (também como Eliseu uma referência em Orientação Profissional no Brasil), que a ABOP se posicione mais firmemente por políticas públicas de O.P. no país.
Eliseu tem planos ainda de tornar a Orientação Profissional obrigatória, na forma de lei, nas escolas municipais e estaduais, para evitar os significativos números de evasão que todo ano provocam enorme desperdício de dinheiro público. Ele quer evitar ainda algo pior que isso, do ponto de vista pessoal: que profissionais se formem e passem o resto da vida deprimidos e “no piloto automático”, trabalhando numa área que odeiam, apenas porque a família esperava isso deles ou por causa única e exclusivamente de salário.
Sua empresa, o Grupo Orientando, atende anualmente com práticas de orientação profissional sem custos mais de 70 adolescentes pobres em escolas públicas. O trabalho é feito desde a fundação do Grupo, há mais de 8 anos.

## Morte
Faleceu em 21 de maio de 2024, aos 45 anos.

## Desempenho eleitoral
| Ano  | Eleição                     | Partido | Candidata a | Votos | %     | Resultado  | Ref    |
| ---- | --------------------------- | ------- | ----------- | ----- | ----- | ---------- | ------ |
| 2012 | Municipal do Rio de Janeiro | PPS     | Vereador    | 1.432 | 0,05% | Não eleito | [ 57 ] |